# Nicolò da Bruna
Nicolò Alreim o Abrein (Brno, ... – Nicolsburgo, 12 novembre 1347) è stato principe vescovo di Trento dal 1338 al 1347.

## Biografia

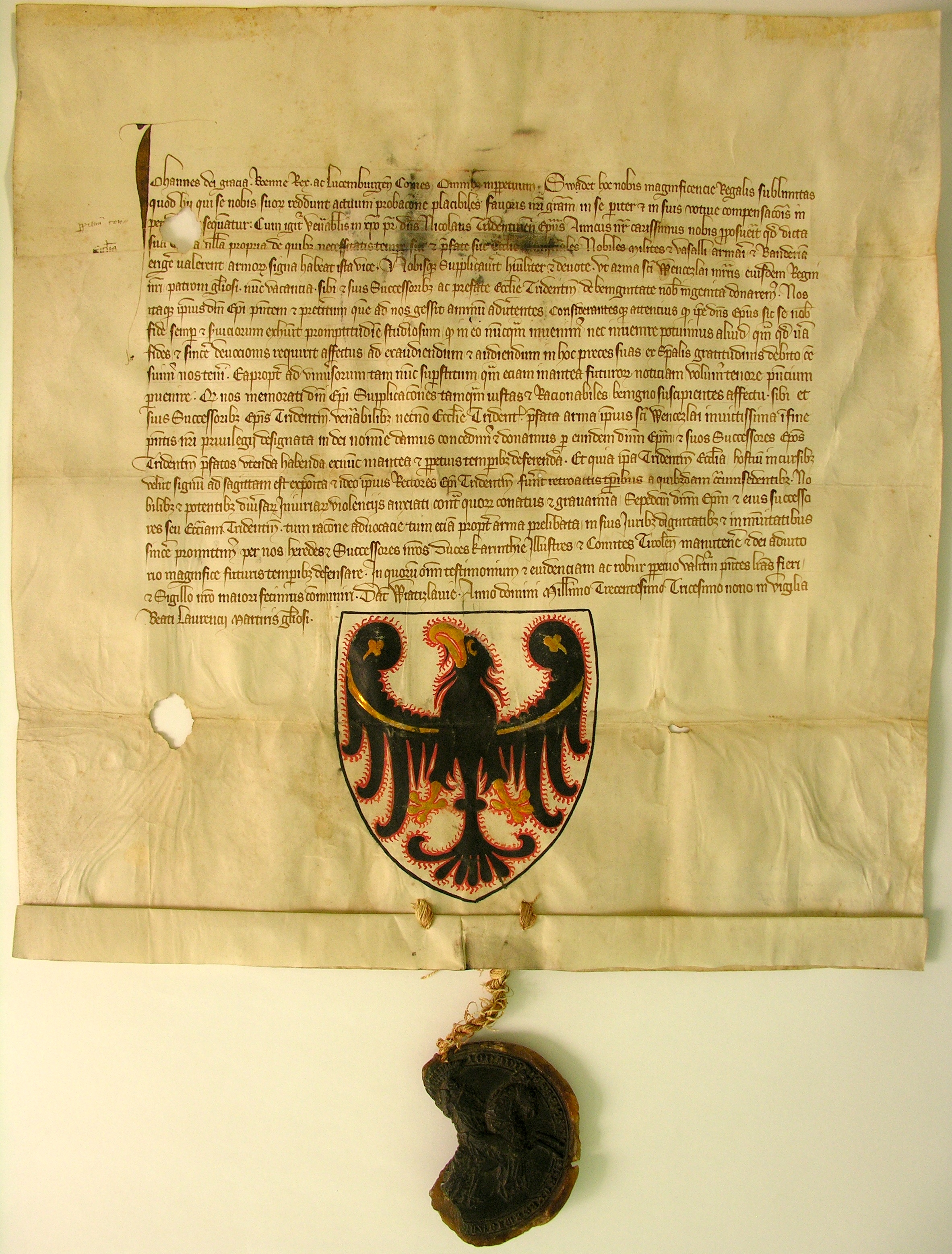
L'atto del 9 agosto 1339, con cui Giovanni I di Boemia concesse a Nicolò da Bruna l'uso dello stemma d'armi del principato vescovile di Trento

Nativo di Bruna (l'odierna Brno, la maggiore città della Moravia), Nicolò era decano della cattedrale di Olomouc e cancelliere di Carlo, margravio di Moravia, il primogenito di Giovanni I di Boemia.
Nel gennaio 1336 Carlo venne inviato in Tirolo come tutore dei due conti minorenni (suo fratello minore Giovanni Enrico e sua moglie Margherita), e Nicolò lo seguì; il principe vescovo di Trento Enrico di Metz morì nell'ottobre dello stesso anno, e Carlo riuscì a far nominare Nicolò suo successore, ottenendo la conferma papale il 13 luglio 1338- L'anno seguente, Giovanni di Boemia gli concesse di utilizzare nel suo stemma l'aquila di San Venceslao, che era rimasta vacante dopo la morte di Venceslao III di Boemia.
Nel suo ruolo di principe vescovo, Nicolò riuscì a fermare la guerra fra le casate nobiliari delle valli di Non e Sole e a recuperare il controllo sui feudi usurpati dai Castelbarco; fu inoltre commissionario di una edizione ampliata del Codex Vangianus (detta maior).
Le trame degli Asburgo per scacciare dal Tirolo i Lussemburgo (la casata a cui Nicolò era fedele), danneggiarono gravemente il potere del vescovo: nel 1341 Margherita ripudiò il marito, che riparò ad Aquileia assieme a Nicolò; l'anno seguente, Margherita si sposò con Ludovico V di Baviera e il padre di quest'ultimo, Ludovico il Bavaro, prese il controllo del principato vescovile.
Nel 1347 Carlo, divenuto nel frattempo imperatore, riprese il controllo di Trento, e Nicolò lo raggiunse a Belluno, dove con un decreto imperiale ottenne la restituzione di tutti i feudi trentini; i due si spostarono in Moravia dove Nicolò morì a Nicolsburgo il 12 novembre, senza aver fatto in tempo a rientrare nel principato vescovile.